# Bawlakè (dystrykt)
Bawlakè (birm.: ဘော်လခဲခရိုင်, ang. Bawlakhe District) – dystrykt w Mjanmie, w stanie Kaja.
Dystrykt leży w południowej części stanu, nad rzeką Saluin. Od wschodu i południa graniczy z Tajlandią. 
Według spisu z 2014 roku zamieszkuje tu 42 909 osób, w tym 23 380 mężczyzn i 19 529 kobiet, a ludność miejska stanowi 22,5% populacji.
Dystrykt dzieli się na 3 townships: Bawlakè, Parsaung, Meisi oraz 1 subtownship: Ywathit.